# Karsten Schmidt (Rechtswissenschaftler)
Karsten Schmidt (* 24. Januar 1939 in Oschersleben) ist ein deutscher Jurist, der sich insbesondere mit dem Wirtschaftsrecht der Bundesrepublik Deutschland beschäftigt.

## Leben und Wirken
Nach Abitur und Wehrdienst studierte Schmidt Rechtswissenschaft und mehrere Semester weitere geisteswissenschaftliche Fächer an den Universitäten Kiel und München. Die erste juristische Staatsprüfung legte er 1965 beim Schleswig-Holsteinischen Oberlandesgericht, die zweite juristische Staatsprüfung 1969 am Hanseatischen Oberlandesgericht in Hamburg ab. Ab 1969 war Schmidt wissenschaftlicher Assistent am Institut für Handels- und Wirtschaftsrecht der Rheinischen Friedrich-Wilhelms-Universität bei Peter Raisch.
Der Promotion im Jahre 1972 in Bonn mit der Dissertation Zur Stellung der OHG im System der Handelsgesellschaften und der Habilitation im Wintersemester 1975/76 (Titel der Habilitationsschrift: Kartellverfahrensrecht – Kartellverwaltungsrecht – Bürgerliches Recht) folgten Rufe nach Göttingen und Trier. Schmidt wurde zunächst Professor in Göttingen. Von 1977 bis 1997 war Schmidt ordentlicher Professor am Fachbereich I der Universität Hamburg und Direktor des Seminars für Handels-, Schifffahrts- und Wirtschaftsrecht. 1997 nahm Schmidt einen Ruf an die Universität Bonn an, wo er bis zu seiner Emeritierung im Jahr 2004 Direktor des Instituts für Handels- und Wirtschaftsrecht war. Schmidt war acht Jahre Präsident der Bucerius Law School, einer privaten Hochschule für Rechtswissenschaft in Hamburg; er hat dort noch einen Lehrstuhl für Unternehmensrecht inne. Karsten Schmidt ist Seniormitglied der Akademie der Wissenschaften in Hamburg.
Schmidt hatte bis 2009 über 500 wissenschaftliche Schriften veröffentlicht, davon über 400 Aufsätze zum Bürgerlichen Recht, Handels-, Gesellschafts-, Insolvenz- und Wettbewerbsrecht. Er ist Mitherausgeber der Zeitschrift für Wirtschaftsrecht, Mitherausgeber und Schriftleiter der Zeitschrift für das gesamte Handelsrecht und Wirtschaftsrecht, Mitglied des Vorstandes und des Kuratoriums der ZEIT-Stiftung Ebelin und Gerd Bucerius, Hamburg, Vizepräsident des Hamburger Übersee-Clubs und Mitglied des Kuratoriums der Esche Schümann Commichau Stiftung.
Schmidt hat mehrere Bücher verfasst. Hervorzuheben sind hier insbesondere die sich ergänzenden Werke zum Handels- und Gesellschaftsrecht. Darüber hinaus wirkt er auch an Kommentaren mit, unter anderem ist er Herausgeber des Münchener Kommentars zum Handelsgesetzbuch.
Der Bonner Zivilrechtsprofessor Moritz Brinkmann ist sein Neffe.

## Auszeichnungen
Karsten Schmidt ist Ehrendoktor der Universitäten Athen, Wien und Lüneburg und Ehrenmitglied der Honor Society Phi Delta Phi. Im Jahre 2005 erhielt er gemeinsam mit seiner Frau Inga Schmidt-Syaßen den vom Hamburgischen Anwaltverein e. V. verliehenen Emil-von-Sauer-Preis. Im November 2015 wurde Karsten Schmidt mit dem Carl-Heymann-Preis für besondere Leistungen auf dem Gebiet der Rechts- und Staatswissenschaften ausgezeichnet.
Im Jahre 2006 erhielt Karsten Schmidt das Bundesverdienstkreuz Erster Klasse.